# 大矢・高見のしゃべりスタ!
大矢・高見のしゃべりスタ!（おおや・たかみのしゃべりスタ）は、2013年4月3日から2022年3月30日まではラジオ日本で放送され、2022年4月から2023年3月29日までポッドキャストで配信されていたラジオ番組である。

## パーソナリティ
- 大矢梨華子
- 高見奈央

### ゲスト パーソナリティ
放送400回記念の2020年11月25日からは、ゲスト パーソナリティと高見との2人トークが始まった。各回のエンディングで「ゲスト パーソナリティグランプリ」として、作家の塩見、ディレクターの中村、高見の3人がゲスト パーソナリティを採点した上で得点を発表していた。
- 井口綾子（2020年11月25日、12月2日） 92+100+52=244点
- ラジオ番組AD もりや（2020年12月9日） 91+80+95=266点
- ユージ（2020年12月16日、23日） 97+79+100=276点
- 「必聴ラジオ2021（三才ブックス）」梅田康介編集長（2020年12月30日） 97点+91点+95点=283点
- 土谷隼人（ななめ45°）（2021年1月6日、13日） 60点+85点+75点=220点
- 林愛夏（2021年1月20日、27日） 88点+80点+78点=246点
- 相田周二（三四郎）（2021年2月3日、10日） 82点+80点+62点=224点
- 寺本莉緒（2021年2月17日、24日）  97点+100点+98点＝295点
- 玉井杏奈（元PASSPO☆）（2021年3月3日、10日）　100点+100点+150点＝350点

この他に元衆議院議員で弁護士にして税理士の横粂勝仁もゲスト出演し、大矢と対談している（2021年12月1日）。

## 放送時間
- 2013年4月3日 - 2015年3月25日 毎週水曜日27時30分 - 28時00分（木曜日3時30分 - 4時00分）
- 2015年4月1日 - 毎週水曜日26時30分 - 27時00分（木曜日2時30分 - 3時00分）※「ラジオ日本NEXT」枠[1]
- 2016年1月6日 - 毎週水曜日25時00分 - 25時30分（木曜日1時00分 - 1時30分）※「ラジオ日本NEXT」枠[2]
- 2017年4月5日 - 毎週水曜日22時00分 - 22時30分 ※「ラジオ日本NEXT」枠[3]
- 2019年4月3日 - 毎週水曜日23時00分 - 23時30分 ※「ラジオ日本NEXT」ゾーン全体が移動
- 2022年4月6日 - 毎週水曜日23時00分配信

## 概要
2012年11月18日、ベイビーレイズ（当時）がポニーキャニオン本社で行っていたイベント「虎ノ門道場」に、「パイセン」こと菊地亜美がパーソナリティを務める『菊地亜美の1ami9』のプロデューサーであるラジオ日本の福田良平が師範代（ゲスト）として出演。2012年11月24日の同番組に大矢・高見の2人がゲスト出演したことが当番組開始のきっかけとなった。
上京して一緒に住む2人の息の合った掛け合いと関西弁特有の軽妙なトークが聞きどころ。2012年6月から寮の同室で暮らしていたが、2015年春から寮内の個室にそれぞれ移り、2016年春大矢が別の寮に引っ越して同居生活を終えることとなった。
Podcastで番組を配信している（楽曲部分はカット）。Podcastでは番組の前に番組内容の紹介を、番組の後では本放送の告知を行っている。毎回キャラ真似などの一発芸のようになっている。Podcastには本編ではカットされた部分が収録される場合がある。2017年4月から放送時間が22時台に移動し通常のPodcastでの配信は終了となり、プロ野球中継の延長によって本放送が休止になった場合のみ行われることになった。
2016年1月25日は放送200回の記念として番組初となる生放送を行った。この生放送はSDR-1計画が実現したことに対する公約も兼ねている。
2019年10月30日には大矢梨華子23歳の記念としての生放送の中で「響けプレリュード」、「トワイライト」を歌唱。また、リスナーたちから募集した歌詞も織り込んだ番組のテーマソングを初披露した。2020年1月に発売された『必聴ラジオ100』の中で「オススメしたい全国のラジオ番組」の1つに選出され、「物好きなリスナーに愛されている」本番組は、等身大の女性の「生き様」が感じられる番組と評され、さらには2020年4月に発売された「人気ラジオ番組完全ガイド」ではアイドル＆声優ラジオ総選挙部門にて第11位にランクインし、「このコンビは最強です！」と絶賛されるなど、ラジオ業界において高い評価を得ている。
番組宛てメールアドレスのID「br0926」はベイビーレイズの結成日にちなむ。

### 番組名の変遷
これまで、番組名を4回変更している。
番組開始時には番組名が決まっておらず『ベイビーレイズのラジオ（仮）』として放送開始し、初回放送でタイトル案を出しリスナーの投票によって決めることになった。
投票では『アメリカンドッグメロンパンラジオ』が優勢だったが、『虎ノ刻作戦会議』に決定。しかし、この番組名に納得がいかない大矢の一存により「（仮）」が付けられ、第3回放送より『ベイビーレイズ大矢・高見の虎ノ刻作戦会議（仮）』（ベイビーレイズおおや・たかみのとらのこくさくせんかいぎかっこかり）となった。本来の「寅の刻」は午前4時のこと。
ところが、高見が「虎ノ刻作戦会議」を毎回のように上手く言えないため、放送開始3か月後の2013年7月3日（第14回）より、『大矢、高見のベイビーレイズラジオ（仮）』（おおや、たかみのベイビーレイズラジオかっこかり）に改められた。あくまでも仮のタイトル名ということで「（仮）」は残された。
2015年5月6日（第110回）より『ベイビーレイズJAPAN 大矢・高見のしゃべりスタ!』（ベイビーレイズジャパンおおやたかみのしゃべりスタ）となり、番組開始2年あまりにして「（仮）」がタイトルから外れた。
2018年9月26日の放送から、グループ解散により「ベイビーレイズJAPAN」の表記が無くなり『大矢・高見のしゃべりスタ!』となった。

### 番組非公式キャラクター
番組の台本に大矢が落書きしたキャラクター。番組予算が少ないためグッズを作って一儲けしようと大矢が考案し公式化を図るが高見に認められず非公式になっている。後に番組中で「BERIくん」と命名され大矢が声をあてている。また、高見が偽BERIくんとして登場する場合もある。
キャラクターの絵がツイッターに公開されると星型の顔とそこから尾をひいてる様子が鳥取県西伯郡伯耆町のキャラクター「ホー☆ちゃん」に似てると言うリスナーの声があがった、比較したところ「ホー☆ちゃん」には「キー☆ちゃん」というペアのキャラクタが居ることが分かったため、対抗して「スタちゃん」が考案された。「スタちゃん」の声も大矢があてている。

### 初めての放送休止
2018年5月30日、東京ドームで行われていた巨人vs日ハム戦の放送が延長された影響で、番組開始以来初めての放送休止となった。三四郎の相田周二をゲストに招いたこの日の放送は後日ポッドキャストにて配信されることになった（その後、2018年7月18日、8月29日の放送も野球中継延長により休止、ポッドキャスト配信となった）。

### しゃべりスタステッカー
2018年秋から番組ステッカーを作る話が話題に上り、冬頃からふたりが気に入ったメールを送ったリスナーにプレゼントするようになった。ただし実物がまだ無かったためあくまで"ツケ"の形でのプレゼントであった。2019年4月、ついに実物（縦9cm×横5.5cm）が完成しそれまでに選ばれたリスナーに送られた。イラストデザインはますだみく。

### 大矢、3ヶ月充電
2020年11月、大矢が“充電”に入り、番組を一時離脱。大矢不在の間はゲスト パーソナリティを招き、高見と共に、2021年3月10日放送分まで続けた。3月17日放送分に、大矢がサプライズで番組出演。充電期間を終えたことを宣言した。

### シリーズの終焉
2022年3月30日の放送をもってラジオ日本での放送を終了。4月からポッドキャストでの配信に移行するも、大矢梨華子が芸能界引退するため、2023年3月29日の放送をもって終了。ラジオ日本時代から続いたシリーズは10年の放送に幕を降ろした。

## コーナー
オープニング
高見が主に、一発芸を披露。他のメンバーやゲストが出演する際はお願いする場合がある。25時台の聴取率調査週間の放送では裏番組である『オールナイトニッポン』風の雑談から始まり「オールナイトラジオ日本　大矢・高見のしゃべりスタ」のタイトルコールで始まるのが恒例になっていた。2020年春改編から消滅。
エンディング
大矢が主に、一発芸を披露。大矢が休業に入って以降は出演するゲストが担当していた。大矢の番組復帰後、一発芸の披露は無くなった。
ぶっちゃけベイビーレイズ
打ち明けたい事を2人に代わりに言ってもらうコーナー。ゲストが出演する回に行われることが多くなっている。
これって私だけ?
自分だけかもしれない癖や習慣などを披露するコーナー。2人が共感した場合「それな」、共感を得られなかった場合は「それお前だけ」のSEが流れる。他に「でじる（出汁）」など番組中の発言などから作られたSEもあり2人の気分で色々使われる。
人のふり見て我がふり直せ
アイドル番組へのダメ出しやクレームは送っても採用されることがほとんどないので、勝手に他のアイドル番組へのダメ出し、クレームを受付て紹介しこの番組にも活かそうというコーナー。
一発芸アワード
毎年の一発芸の頂点を決めるコーナー。最も良かったベスト一発芸と最も悪かったワースト一発芸をしゃべリスナーの投票によって決定。
薄っぺらい恋愛相談
リスナーの恋のお悩みについて大矢・高見の二人が答えてくれるコーナー。初恋から大人の恋愛まで幅広い恋のお悩みを、恋愛経験が豊富とはいえない2人が恋愛ドラマで得た知識で一生懸命に答えるコーナー。当初のタイトルは「夏の恋愛相談」だったが、夏が終わってこのタイトルに落ち着いた。
大矢・高見のふたりが1位になれそうなランキング
大矢・高見の二人が1位になれそうなランキングのお題を募集。あわせてそれにランクインしそうな他の芸能人についても募集。
リスナーVS大矢高見
大矢の「私、クイズ番組に出たいです！」という一言がコーナー化。大矢・高見に出題したい珠玉のクイズを募集。

### 新コーナー
川柳カメレオン (〜2020年1月15日)
まるでカメレオンのようにある人物に変身。その気持ちになりきって【五・七・五の川柳】を募集するコーナー。
オチあり作文
オチのセリフが決まったオリジナルのショートストーリーを募集するコーナー。ジャンルはラブストーリー、コメディ、SF、ミステリー、ホラーなど自由。
ホウレンソウ
かつては毎日のように顔を合わせていた大矢・高見もこの番組でしか会わない関係に。2人の近況を報告、連絡、時には相談事を募集するコーナー。
今週のクソリプ
お題のつぶやきに対してクソなリプライを募集するコーナー。
しゃべリスナー実態調査
番組のリスナーの素性を調査するコーナー。まだ読まれたことのない県のリスナーが採用されるともれなく番組ステッカーをプレゼント。2020年4月8日現在、36都道府県にリスナーがいることが確認されている。リスナーが確認されていないのは11県(秋田県・岩手県・山形県・福井県・滋賀県・和歌山県・島根県・広島県・香川県・徳島県・長崎県)である。
ナイスゆめり師匠
自称日本一可愛い現役女子高生アイドルゆめり師匠が答えそうな回答を募集するコーナー。「三流は～～～。二流は～～～。そして一流は～～～。」というゆめり師匠からのありがたいご指導を募集中。

### 過去のコーナー
ラジオの隅までキイテQ
他のラジオ番組で話されていた内容を投稿するコーナー。
胸キュン作文
少女漫画好きの大矢がキュンキュンするような作文をリスナーから募集し、高見またはゲストが読んでそのキュン度を大矢が判定するコーナー。季節等を考慮したテーマを決めて募集している。
仕分けベイビーレイズ
日常の怒ってることを2人が怒りの度合いで判定するコーナー。
100人の質問
放送100回を記念してリスナー100人に1人1問の質問を募集したコーナー。100以上質問が送られてきたため延長戦が行われている。
あるある√
日常やベイビーレイズJAPANのメンバー、虎ガー（ベイビーレイズJAPANのファン）に起こったよくある出来事のメールを2人が「あるある」、「ないない」で判定するコーナー。「あるある」、「ないない」の他に「へぼへぼ」もあり、すべて虎ガーの声を録音したものを使用している。手元のiPadで操作する場合とスタッフが操作する場合がある。
っていうのは嘘!
2択クイズの本当と嘘を見破るコーナー。2人がどちらが嘘かを当てる。
私、オンナだけど…（仮）
女性リスナー獲得を目指して始まった女性限定コーナー。ただし女性だけでは投稿数が心許ないため、男性リスナーも女性になりきって投稿することが出来る。
女性からの質問や悩み相談に2人が答える。
新相方オーディション
ポンコツ過ぎる高見の代わりになる大矢の相方を推薦してもらうコーナー。
高見奈央のマルみえっ!
エフエム滋賀の番組「charge!」の『大矢梨華子のワタシがッ!』に対抗してスタートした、高見が何かをするコーナー。毎月第3水曜回に放送予定。当初は高見の一人しゃべりとして始まったが、ポンコツADおおやちゃんとの掛け合いの形になり、『ライオンのごきげんよう』を模したサイコロトークで高見を丸見えにするコーナー（スッポンポンなおちゃん）になった。
申年だけど命名しちゃうぞ（仮）
2015年の新年の放送で行った新規リスナーのラジオネームを命名するコーナーをレギュラー化したもの。
SDR1計画
三才ブックス刊行の『ラジオ番組表』秋号で行われている「好きなDJランキング」で（AM部門の）1位を取るためにはどうすればよいかを考えるコーナー。その結果、同誌の2016年秋号にて本当に1位を獲得。同号では大矢・高見が表紙を飾っている。
リコピンのファッション通信
大矢の最近気になってるファッションについてやリスナーからのファッションに関する質問に2人が答えていくコーナー。その日の2人の私服についての解説も行う。
高見奈央初代ゲームアイドル王
BS-TBSの『全力赤坂！エンタメ会議』で高見が初代ゲームアイドル王になったことに由来するコーナー。2人がゲームで対戦や協力プレイしている様子を音声のみで放送している。プレイ中の実況や解説はほとんどない。
妄想こんなレポート
リスナーの想像した握手会でのやり取りを投稿し、実際にその通りのやり取りになるのか、すれ違うのかを試してみるコーナー。
100周回って聞けない話
今更聞き辛い質問を受け付けるコーナー。
ダメインスタグラマーなおこちゃん
インスタグラマー"たかみなおこちゃん"のダメダメなインスタ投稿を送ってもらうコーナー。

## ゲスト
スタジオゲスト
- ベイビーレイズJAPAN 7回（2013年12月25日、2014年1月1日、12月17日、12月24日、12月31日、2018年9月12日、9月19日）
  - 渡邊璃生 13回（2013年6月26日、7月3日、2014年6月25日、7月2日、2015年3月18日、3月25日、2017年8月2日、8月9日、8月16日、8月23日、2018年4月18日、6月13日、2019年1月2日）
  - 林愛夏 9回（2014年1月8日 大矢・林で放送、1月15日 高見・林で放送、12月10日、2015年12月23日、12月30日、2016年1月6日、2017年5月3日、5月10日、2018年2月28日）
  - 傳谷英里香 7回（2014年8月20日 大矢・傳谷で放送、8月27日 高見・傳谷で放送、2016年9月21日、9月28日、2017年5月17日、5月24日、12月13日）
- 西脇彩華 （2014年3月5日、3月12日）
- バニラビーンズ （2014年6月11日、6月18日）
- さんみゅ～ （木下綾菜、野田真美、長谷川怜華）（2014年12月10日「菊地亜美の1ami9」に出演した3人とラジオ日本の玄関で偶然会って出演）
  - 西園みすず（2017年3月22日）
  - 長谷川怜華（2016年11月9日、2017年3月22日）
- Dream5（日比美思、玉川桃奈）（2015年6月10日）
- アイドルネッサンス（橋本佳奈、宮本茉凜）（2015年7月29日）
- 竹村哲（2015年9月16日、9月23日）
- 沢田チャレンジ（2016年1月27日）
- STARMARIE（高森紫乃、中根もにゃ）（2016年2月3日）
- SUPER☆GiRLS（浅川梨奈）（2016年12月14日）
- 東京女子流（中江友梨、山邊未夢）（2017年2月22日、3月1日）
- 北口美愛（2017年3月8日）
- 鶴（秋野温、神田雄一朗、笠井快樹）（2018年3月7日）
- 三四郎（相田周二）（2018年5月30日 プロ野球中継の延長により休止となりpodcastで配信された、6月6日）
- 9nine（佐武宇綺）（2018年8月1日）
- 阿部夢梨(SUPER☆GiRLS）（2019年4月24日、2021年8月25日）
- 石倉ノア（2019年7月3日）
- Chuning Candy (LILI、ゆうり) (2019年7月31日)
- アップアップガールズ(プロレス) (ラク) (2019年9月11日)
- アップアップガールズ（2）(中川千尋) (2019年9月11日)
- 高田秋 (2020年2月26日、2021年10月27日、11月3日)
- 寺本莉緒 (2020年3月25日)
- 安田愛里（ラストアイドル）（2021年4月28日）
- 青木源太（2021年8月4日）
- 橋元恵一（2021年8月18日） - リモート出演
- 9nine（村田寛奈）（2021年9月29日） - リモート出演
- コレコレ（2021年11月24日） - リモート出演
- 横粂勝仁（2021年12月1日）

公開収録
公開収録は主に新曲プロモーションの一環としてポニーキャニオン1Fイベントスペースで行われメンバー全員が出演している。
第45回 2014年2月5日
第60回 2014年5月21日
第88回 2014年12月3日
第146回 2016年1月13日
第168回 2016年5月25日
第185回 2016年10月19日 10月7日収録　Emotional IDOROCK Fesのステージで収録。メンバーからは傳谷がゲストとして出演し林がラジオスタッフとして前説を行った
第222回 2017年6月28日 6月25日収録
第247回 2017年12月20日・第248回12月27日　12月16日収録　エモフェス2017のイベントの一つとして実施。傳谷英里香と渡邊璃生がゲスト出演。
第284回 2018年9月5日　8月25日収録　@ JAM EXPO 2018のトークステージのコーナーとして実施。PASSPO☆(玉井杏奈、増井みお）マジカル・パンチライン（浅野杏奈、小山リーナ）わーすた（小玉梨々華、坂本葉月、廣川奈々聖、松田美里、三品瑠香）がゲスト出演。
第336回 2019年9月4日　8月24日収録　@ JAM EXPO 2019のトークステージのコーナー「大矢・高見のしゃべりスタ! 公開録音  〜体重計乗れるアイドル出てこいや〜」として実施。CROWN POP (田中咲帆)、Chuning Candy (愛子)、大阪☆春夏秋冬 (EON、 MANA) 、森詩織(元PASSPO☆)、K+RANK'IN (白須美波) 、アイドルカレッジ (海老原優花) 、橋元恵一(@JAM総合プロデューサー) 、アップアップガールズ(プロレス) (ラク)、アップアップガールズ（2）(中川千尋)がゲスト出演。

## イベント
- @JAM EXPO 2020-2021 DAY1（2021年8月27日、 横浜アリーナ） - 大矢・高見のしゃべりスタ！@JAM特別編(トークチャンネル)としてSHOWROOMで生配信された。